# Konstanta
V matematice, fyzice a dalších přírodních a technických vědách se pojmem konstanta označuje nějaké pevně dané číslo (nebo neměnná veličina), jehož hodnota ovšem nemusí být známá. Opakem konstanty je proměnná, která může nabývat (potenciálně) libovolné hodnoty.

## Konstanty bez známé hodnoty
Používají se zejména v obecných matematických vzorcích, kde označují člen nezávislý na parametru. Například lineární rovnice se zapisuje ve tvaru {\displaystyle y=k\cdot x+q}, což znamená, že k i q jsou nějaká pevně daná čísla nezávislá na proměnné x.

## Konstanty se známou hodnotou
Některé konstanty mají svá jména, protože se často vyskytují v různých vzorcích. Mezi ty základní patří:
- matematické konstanty
  - Ludolfovo číslo (π)
  - Eulerovo číslo (e)
  - zlatý řez (φ)
- univerzální konstanty ve fyzice a chemii, jejichž hodnota nezávisí na podmínkách (podrobněji v článku Fyzikální konstanty)
  - rychlost světla (c)
  - Planckova konstanta (h)
  - Gravitační konstanta (G)
  - Elementární náboj (e)
  - Permitivita vakua (ε0)
  - Konstanta jemné struktury (α)
  - Faradayova konstanta (F)
  - Avogadrova konstanta (NA)
- látkové nebo jinak specifické konstanty, jejichž hodnota je specifická pro danou látku nebo podmínky
  - například hustota